# Friedrich zu Solms-Rösa
Karl Ernst Friedrich Moritz Theodor, Graf zu Solms-Tecklenbug-Sonnewalde-Rösa (* 1. Dezember 1800 in Neuhof; † 15. Februar 1879 in Rösa) war ein hochrangiger Adliger in Anhalt, welcher sich vor allem im Jagdwesen berühmt machte.

## Leben

### Herkunft und Familie
Friedrich war das fünfte von acht Kindern des preußischen Offiziers Carl Ulrich Detlef Christian Benjamin, Graf zu Solms-Tecklenburg (1761–1835) und dessen Ehefrau Charlotte Johanne, geb. von Prittwitz und Gaffron (1766–1842). Er heiratete am 6. Mai 1826 (Johanne Wilhelmine) Luise, geb. von Knebel (1798–1854), Tochter des königlich preußischen Majors (Johann Wilhelm) Heinrich (seit 1759: von) Knebel (1752–1821) in Dessau. Solms-Rösa hatte drei Kinder, nämlich Wilhelm zu Solms-Rösa (1828–1904), ein hochrangiger Adliger, Friedrich Ludwig zu Solms (1829–1906), Regierungsreferendar, Landrat und späterer Rittergutsbesitzer in Radajewit, und Klara zu Solms-Tecklenburg (*/† 1838).

### Karriere
Friedrich trat früh in den preußischen Militärdienst ein und wirkte seit 1817 im Grenadier-Regiment „König Friedrich III.“ (2. Schlesisches) Nr. 11, welches in Breslau stationiert war. Nachdem er aus dem Militärdienst austrat, zog es ihn in das Herzogtum Anhalt-Dessau, wo sein Vater im Jahre 1820 in den Besitz eines Ritterguts in Rösa gekommen war. Im Fürstentum Anhalt-Dessau wirkte er seit dem 1. September 1824 als Jagdjunker und Leutnant.
Friedrich zeichnete sich durch erhebliche Verdienste im Jagdwesen aus, weshalb er schon am 1. Oktober 1835 zum Hofjägermeister im anhaltischen Hofstaat ernannt wurde. Nach dem Tode seines Vaters erbte er sein Gut in Rösa und kam später auch in den Besitz eines Ritterguts in Crina. Er tat sich in beiden Orten durch wohltätige Spenden und Restaurationen, unter anderem einer Kirche in Rösa, hervor. 1836 wurde er zum Ehrenritter des Johanniterordens ernannt. Am 24. Januar 1842 wurde er zum Ritter des Hausorden Albrecht des Bären. 1847 vertrat er den Fürsten von Anhalt-Dessau im ersten Vereinigten Landtag. Nach Ausbruch der Deutschen Revolution, welche auch Dessau ergriff, legte Friedrich sein Amt aus politischen Gründen nieder. Erst 1853 wirkte er wieder als Hofjägermeister am anhaltischen Hofe. Im selben Jahr wurde er endgültig zum Oberhofjägermeister befördert, welches die höchste Position des Jagdwesens darstellte. Als Oberhofjägermeister versuchte Friedrich die alten Jagdverhältnisse wieder herzustellen und verfügte, mit Ausnahme von ein paar Rittergütern, die gesamte Jagd im nun vereinigtem Anhalt unter sich. Im Juli 1854 wurde ihm das Komturkreuz I. Klasse des Herzoglich-Sachsen-Ernestinischen-Hausorden verliehen. Da Leopold IV. Friedrich von Anhalt-Dessau über das Amt Walternienburg in der preußischen Provinz Sachsen verfügte, wurde ihm ein Sitz als Abgeordneter freigestellt, welcher 1854 bis 1857 durch Friedrich als höchsten Bevollmächtigten vertreten wurde. Da Friedrich seine beiden Söhne gleichermaßen begütet sehen wollte und sein jüngerer Sohn, Friedrich junior, nach der Erbfolge das Gut Rösa nicht erben würde, kaufte er das Rittergut Radajewitz in der Provinz Posen, welches er ihm vor seiner Heirat schenkte. 1864 wurde ihm das Komturkreuz mit Stern des Herzoglich Sachsen-Ernestinischen Hausordens verliehen.
Im Jahr 1867 besuchte er Berlin. Im Laufe seines Lebens erhielt Friedrich noch zahlreiche weitere Medaillen und Orden, darunter den preußische Kronenorden II. Klasse mit Stern, den preußische Rote Adlerorden II. Klasse mit Stern, das Ritterkreuz II. Klasse des Hannoverschen Guelphen-Ordens und das Komturkreuz mit Stern des Hausordens vom Weißen Falken. In den späten 1870ern wurde sein ältester Sohn, Wilhelm, auch zum Oberhofjägermeister ernannt. Bis 1876 erreichte Friedrich auch die Position des Chefs des Hofjagdamtes. Gegen Ende seines Lebens litt Friedrich an teilweiser Lähmung, weshalb er auch 1873 nach Karlsbad in Böhmen reiste, um sich im dortigen Hotel Klapka in der Kirchengasse einer Kur zu unterziehen. Trotz alledem starb er 1879 in Rösa.